# NGC 4898
NGC 4898 é uma galáxia elíptica na direção da constelação de Coma Berenices. O objeto foi descoberto pelo astrônomo Heinrich d'Arrest em 1864, usando um telescópio refrator com abertura de 11 polegadas. Devido a sua moderada magnitude aparente (+13,6), é visível apenas com telescópios amadores ou com equipamentos superiores. 